# 秩父多摩甲斐國立公園
秩父多摩甲斐國立公園（日语：／），是位於日本東京都、埼玉縣、山梨縣、長野縣的國立公園。
園內有日本百名山的金峰山、瑞牆山、大菩薩嶺、雲取山，與著名溪谷西澤溪谷、東澤溪谷及御岳昇仙峡。另外，三峰山（三峯神社）與御岳山（武藏御嶽神社）也是熱門景點。

## 概要
秩父多摩甲斐國立公園於1950年（昭和25年）7月10日成立，是以奧秩父山塊為中心，橫跨埼玉、東京、山梨、長野一都三縣的國立公園。最初名為秩父多摩國立公園，但由於名稱未包含擁有整體面積37%的山梨縣，於是在2000年（平成12年）8月10日改為現在的秩父多摩甲斐國立公園。
公園內有以針葉樹為主體的廣大原生林，西澤溪谷、御岳昇仙峡等清流周邊的美麗環境吸引許多民眾到訪。

## 年表
- 1950年7月10日 - 指定為秩父多摩國立公園。
- 1955年3月30日 - 指定特別地域及決定利用計畫。
- 2000年8月10日 - 名稱改為秩父多摩甲斐國立公園。

## 面積
- 面積 - 126,259ha （陸域部分）
  - 東京都 - 35,298ha
  - 埼玉縣 - 34,411ha
  - 山梨縣 - 46,834ha
  - 長野縣 - 9,716ha

## 相關地區
- 東京都：青梅市、秋留野市、日之出町、檜原村、奧多摩町
- 埼玉縣：秩父市、小鹿野町
- 山梨縣：甲府市、甲州市、甲斐市、北杜市、山梨市、小菅村、丹波山村
- 長野縣：川上村

## 圖片

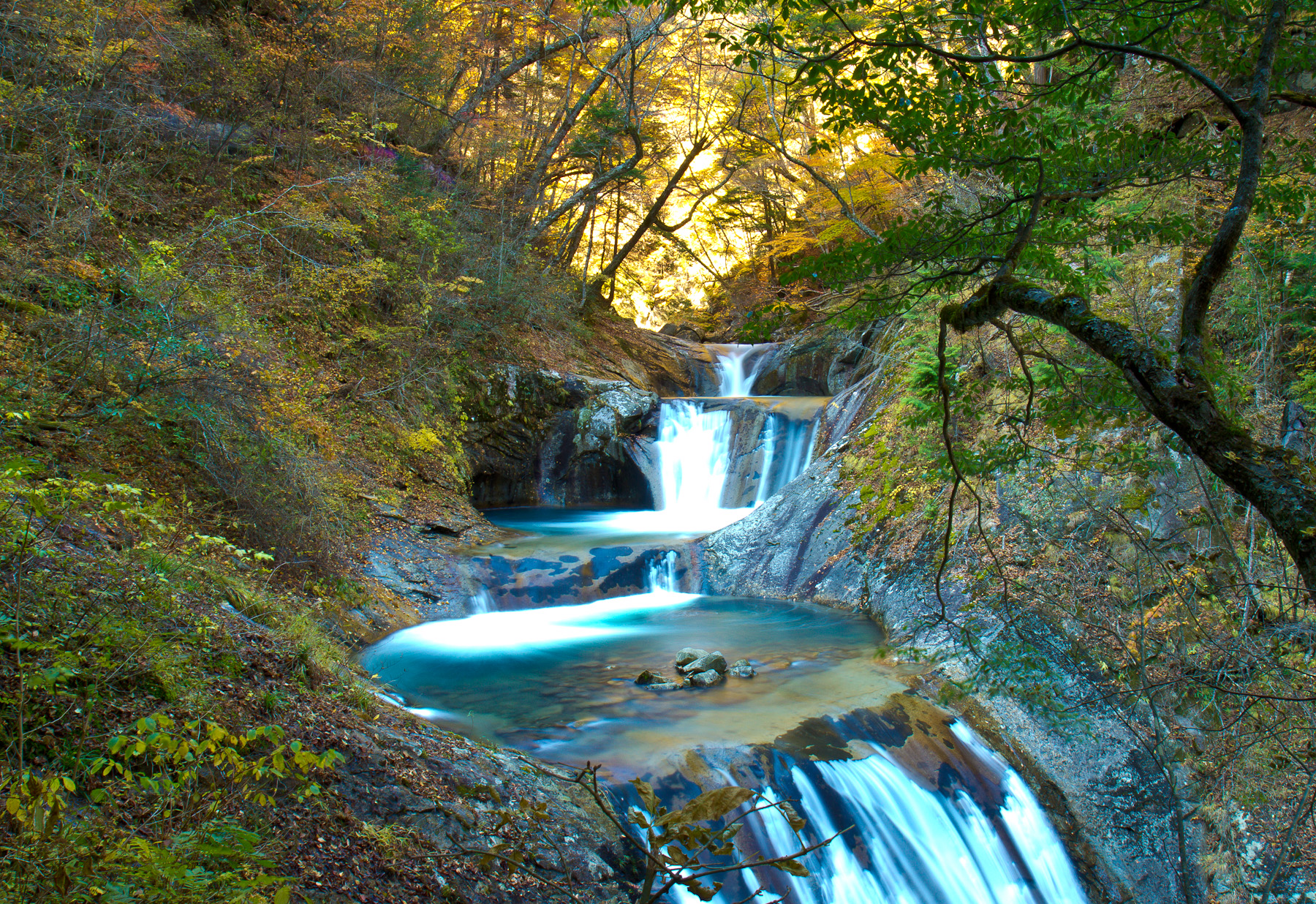
西澤溪谷七釜五段瀑布
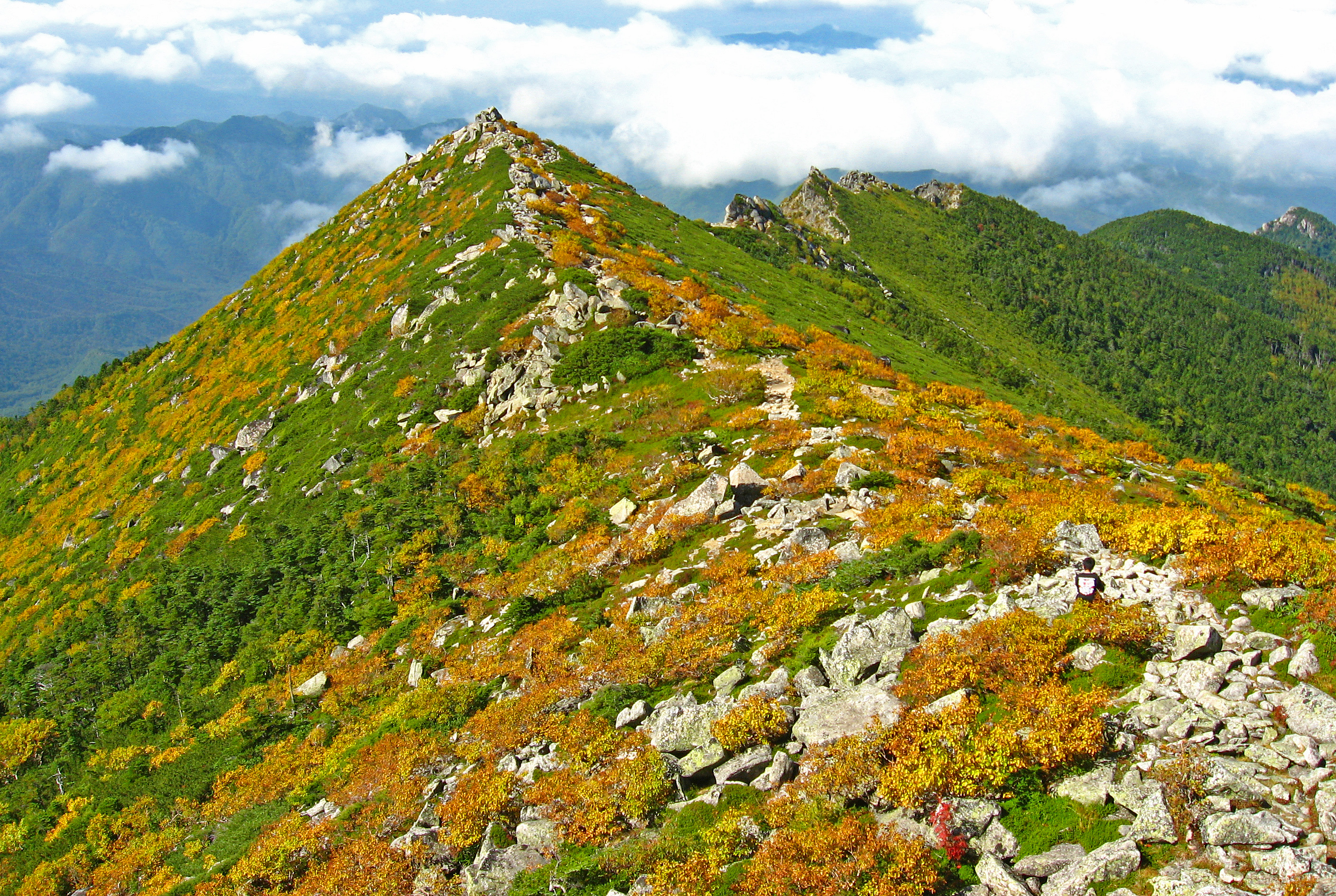
金峰山
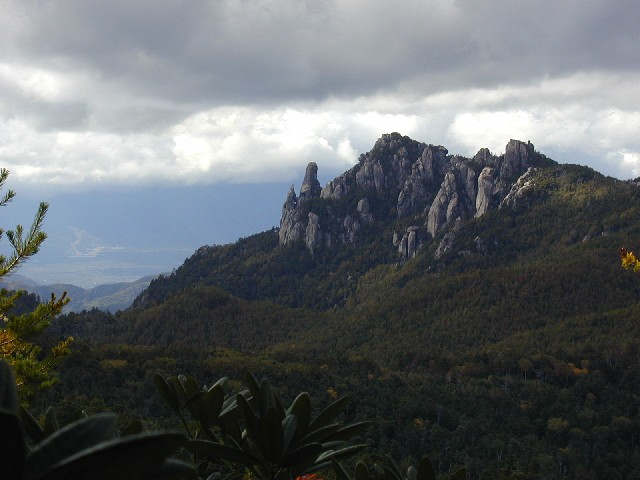
瑞牆山
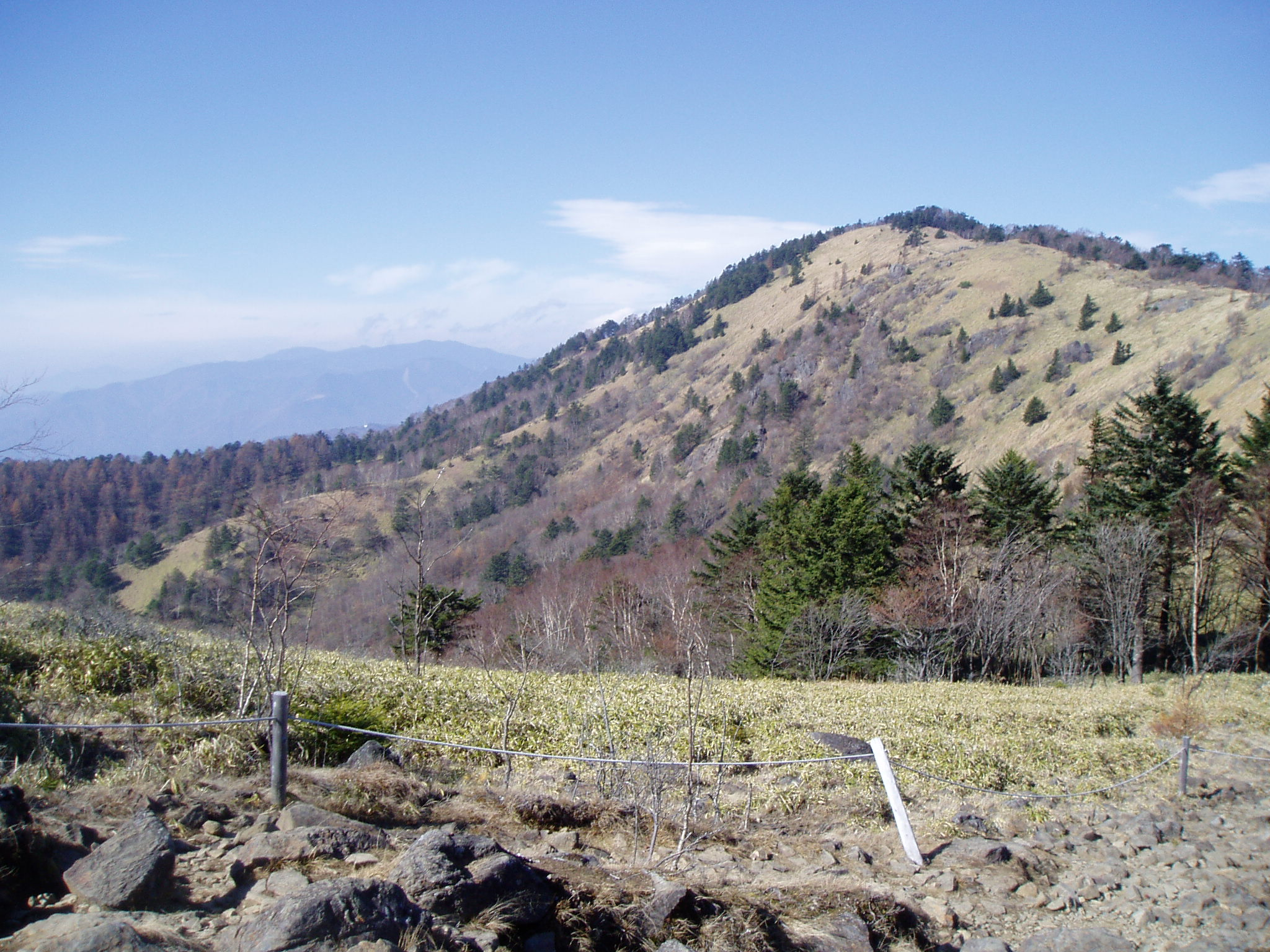
大菩薩嶺

## 集團設施地區、遊客中心
| 地區名       | 面積   | 所在地                 | 使用人數（人） |
| ------------ | ------ | ---------------------- | -------------- |
| 三峰         | 34.1ha | 埼玉縣秩父市           | 261,000        |
| 奥多摩湖岫澤 | 35.0ha | 東京都西多摩郡奧多摩町 | 31,000         |

| 設施名             | 設置者 | 所在地                          | 使用人數（人） |
| ------------------ | ------ | ------------------------------- | -------------- |
| 三峰遊客中心       | 埼玉縣 | 埼玉縣秩父市三峰8-1             | 32,343         |
| 山之故鄉村遊客中心 | 東京都 | 東京都西多摩郡奥多摩町川野1740  | 31,956         |
| 御岳遊客中心       | 東京都 | 東京都青梅市御岳山38−5          | 69,458         |
| 奥多摩遊客中心     | 東京都 | 東京都西多摩郡奥多摩町冰川171−1 | 33,176         |

## 關連項目
- 國立公園

## 外部連結
- （日語）秩父多摩甲斐國立公園 （页面存档备份，存于）